# یونیورسیتی گاردنز (نیویورک)
یونیورسیتی گاردنز (به انگلیسی: University Gardens) یک منطقهٔ مسکونی در ایالات متحده آمریکا است که در شهرستان نساو، نیویورک واقع شده‌است. یونیورسیتی گاردنز ۱٫۵ کیلومتر مربع مساحت و ۴٬۲۲۶ نفر جمعیت دارد و ۴۵ متر بالاتر از سطح دریا واقع شده‌است.